# Ботев (футбольный клуб, Враца)
«Ботев» (болг. ОФК «Ботев») — болгарский футбольный клуб из города Враца, административного центра Врацкой области. Основан в 1921 году.
Прежние названия: ФК «Ботев» (1921—1986, 1990—2005), ФК «Враца» (1986—1990). Современное название с 2005 года. Назван в честь болгарского революционера, поэта и публициста Христо Ботева (1849—1876).

## История
- Клуб основан в 1921 году Николаем Куновым, Иваном Абузовым, Нако Пауновым, Герго Бойчевым, Тодором Орозовым, Христо Лигхенским и Андреем Рачинским. Игры проходили на поле близ старого городского рынка.
- 1921—1956 в городе были основаны многие спортивные клубы.
- 1957 один из них переорганизован и назван Ботевом из Врацы.
- 1957—1964 — клуб играл во втором дивизионе Чемпионата Болгарии
- 1964 — клуб стал играть в элитном дивизионе чемпионата Болгарии
- К 1990 клуб сыграл 788 игр, из них выиграл 269.

## Достижения
- Бронзовый призёр чемпионата Болгарии 1971.
- Четвёртое место в чемпионате Болгарии 1985.
- Пятое место в чемпионате Болгарии 1977

## Стадион
Стадион «Христо Ботев» был построен в 1948 году, он находится на западе города и вмещает в себя 32 000 зрителей.

## Форма
В данный момент домашняя форма клуба зелёного цвета, а гостевая — красного.